# 邁基爾希

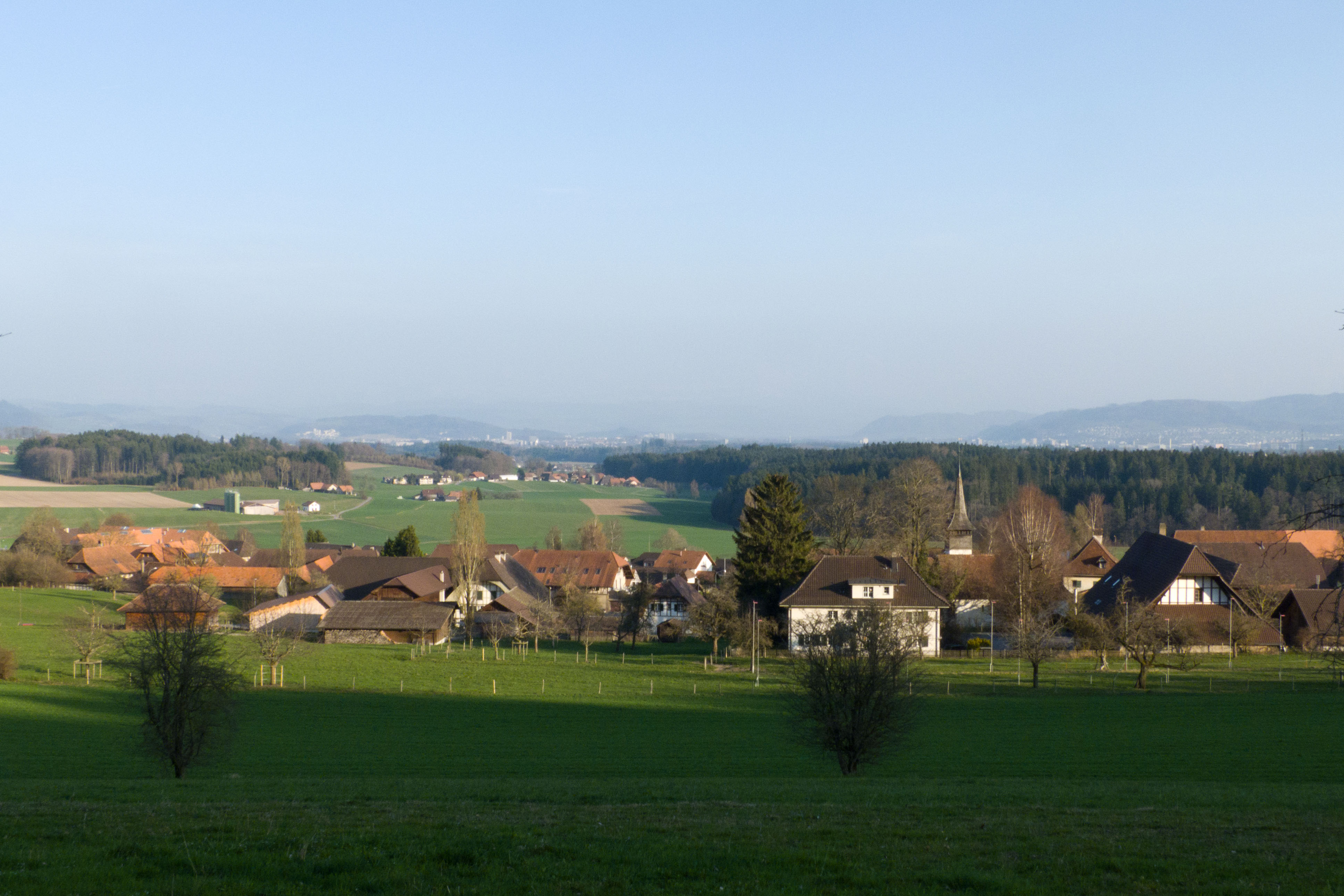

邁基爾希是瑞士的城鎮，位於該國中西部，由伯恩州負責管轄，面積10.23平方公里，海拔高度654米，2011年人口2,372，七成人口信奉基督教，人口密度每平方公里232人。